# Jim Stewart (labdarúgó)
Jim Stewart (Kilwinning, 1954. március 9. –) skót válogatott labdarúgókapus.

## Pályafutása

### Klubcsapatban
Pályafutását a Kilmarnock csapatában kezdte 1972-ben, ahol 5 szezont játszott. 1977-ben a Middlesbrough igazolta le. 1980-ban a Rangers szerződtette, mellyel 1981-ben a skót kupát, 1982-ben pedig a skót ligakupát nyerte meg. 1984 és 1986 között a St. Mirren FC kapuját védte, majd ezt követően egy kis ideig a Partick Thistle csapatában játszott és innen is vonult vissza 1986-ban.

### A válogatottban
1977 és 1978 között 2 alkalommal szerepelt az skót válogatottban. Részt vett az 1974-es világbajnokságon. 

## Sikerei, díjai
Rangers FC
- Skót kupa (1): 1980–81
- Skót ligakupa (1): 1981–82

## Külső hivatkozások
- Jim Stewart adatlapja a National-Football-Teams.com oldalon (angolul)

- Jim Stewart (angol nyelven). scottishfa.co.uk, SFA